# Brandon Watkins
Brandon Watkins (* 6. Januar 1981 in Bellwood) ist ein ehemaliger US-amerikanischer Basketballspieler.

## Werdegang
Der aus Bellwood im Bundesstaat Illinois stammende Watkins spielte von 1999 bis 2003 an der Pennsylvania State University, erzielte in 124 Einsätzen im Schnitt 7,5 Punkte und 2,3 Korbvorlagen. Seinen besten Punktewert in der NCAA erreichte der 1,83 Meter große Aufbauspieler in der Saison 2002/03 mit 13,7 je Begegnung.
Als Berufsbasketballspieler stand Watkins in der Saison 2004/05 beim französischen Zweitligisten Antibes unter Vertrag, im Frühjahr 2006 spielte er kurzzeitig für den türkischen Erstligisten Darüşşafaka SK Istanbul. In seinem Heimatland war Watkins in der International Basketball League bei den Elgin Racers beschäftigt, ehe er im Sommer 2008 vom deutschen Zweitligisten Cuxhaven BasCats verpflichtet wurde. Er wurde Führungsspieler der Niedersachsen, erreichte während der Saison 2008/09 mit 21,8 Punkten je Begegnung den zweithöchsten Wert in der 2. Bundesliga ProA. Nach dem Ende der Saison 2008/09 war der US-Amerikaner einige Monate vereinslos, ab Januar 2010 verstärkte er die Würzburg Baskets in der 2. Bundesliga ProB und kam bis zum Ende des Spieljahres 2009/10 auf einen Punkteschnitt von 18,5 je Begegnung.
Watkins wurde in seinem Heimatland als Trainer tätig, 2011/12 betreute er die Schulmannschaft der St. Joseph's High School in Westchester, an der er selbst Schüler gewesen war. Im Spieljahr 2012/13 war er Trainer an der ebenfalls in Illinois gelegenen Riverside Brookfield High School und führte die Mannschaft zu einer niederlagenlosen Saison. 2013 stieß Watkins zum Trainerstab der Northern Illinois University, während er dort gleichzeitig seinen Hochschulabschluss nachholte. 2015 gründete er ein Unternehmen, mit dem er Basketballtraining für Einzelspieler anbot. In der Saison 2016/17 war er Cheftrainer am Morton College in Illinois und kehrte 2017 als Assistenztrainer an die Northern Illinois University zurück. Watkins übte diese Tätigkeit bis 2020 aus, zur Saison 2020/21 wechselte er ebenfalls als Assistenztrainer an die Bowling Green State University nach Ohio.